# Bolesławiec (gmina wiejska w województwie dolnośląskim)
Bolesławiec – gmina wiejska w województwie dolnośląskim, w powiecie bolesławieckim. W latach 1975–1998 gmina położona była w województwie jeleniogórskim.
W 1994 gmina przejęła Pstrąże.
Siedziba gminy to Bolesławiec.
Według danych z 31 grudnia 2015 gminę zamieszkiwały 14 104 osoby. Natomiast według danych z 31 grudnia 2021 roku gminę zamieszkiwało 15 013 osób. Według danych GUS z 30 czerwca 2023 gminę zamieszkiwało 15 214 osób.

## Struktura powierzchni
Według danych z roku 2023 gmina Bolesławiec ma obszar 289,11 km², w tym:
- użytki rolne: 41%
- użytki leśne: 40% (Bory Dolnośląskie)

Gmina stanowi 22,17% powierzchni powiatu.

## Demografia

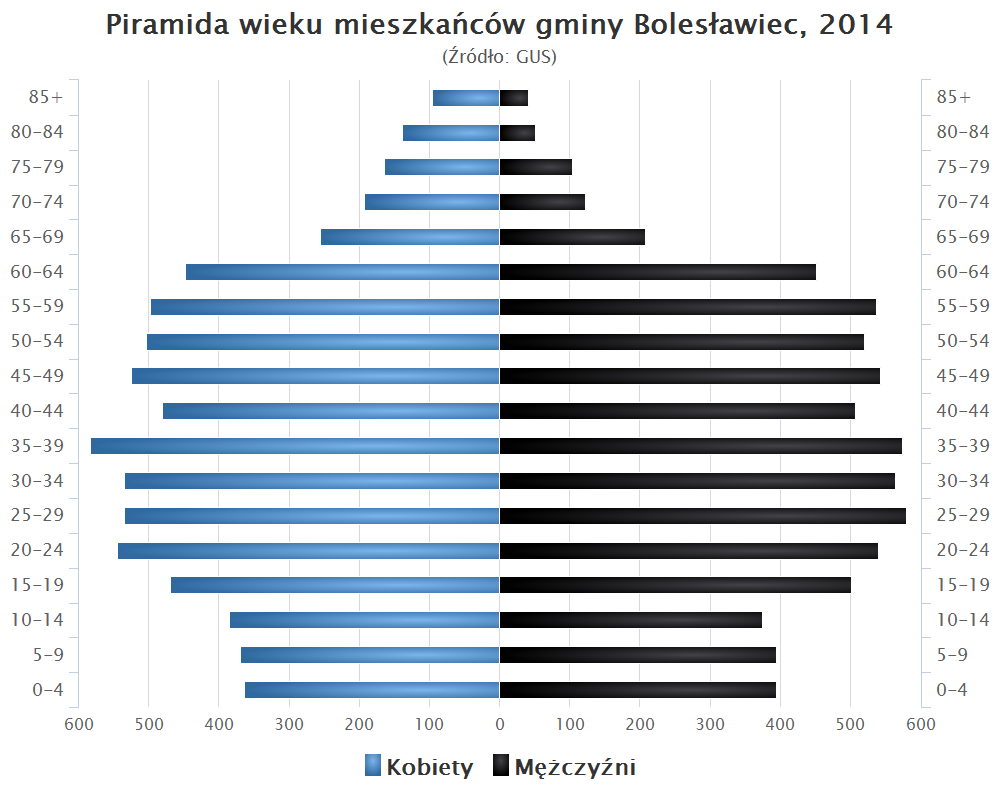
Piramida wieku mieszkańców gminy Bolesławiec w 2014 roku

Dane z 30 czerwca 2004:
| Opis                              | Ogółem | Ogółem | Kobiety | Kobiety | Mężczyźni | Mężczyźni |
| --------------------------------- | ------ | ------ | ------- | ------- | --------- | --------- |
| Jednostka                         | osób   | %      | osób    | %       | osób      | %         |
| Populacja                         | 12 190 | 100    | 6121    | 50,2    | 6069      | 49,8      |
| Gęstość zaludnienia [mieszk./km²] | 42,2   | 42,2   | 21,2    | 21,2    | 21        | 21        |

## Transport
Przez obszar gminy prowadzi autostrada A18 (dawniej A12), na której zlokalizowano węzły Golnice (DW297) i Lipiany.

## Sołectwa
Bolesławice, Bożejowice-Rakowice, Brzeźnik, Chościszowice, Dąbrowa Bolesławiecka, Dobra, Golnice, Kozłów, Kraszowice, Kraśnik Dolny, Kraśnik Górny, Krępnica, Kruszyn, Lipiany, Łaziska, Łąka, Mierzwin, Nowa, Nowa Wieś, Nowe Jaroszowice, Ocice, Otok, Parkoszów, Stara Oleszna, Stare Jaroszowice, Suszki, Trzebień, Trzebień Mały, Żeliszów.
Miejscowości bez statusu sołectwa: Buczek, Pstrąże.

## Sąsiednie gminy
Bolesławiec (miasto), Gromadka, Lwówek Śląski, Nowogrodziec, Osiecznica, Szprotawa, Warta Bolesławiecka

## Lądowiska gminne
| Miejscowość       | Kod    | Typ lądowiska | Współrzędne lokalizacji                   | Wys. ft n.p.m. |
| ----------------- | ------ | ------------- | ----------------------------------------- | -------------- |
| Trzebień          | DBL 2a | boisko        | 51°23′25″N 15°35′49″E/51,390278 15,596944 | 518            |
| Stare Jaroszowice | DBL 2b | boisko        | 51°12′06″N 15°37′33″E/51,201667 15,625833 | 682            |

Źródło: Lotnicze Pogotowie Ratunkowe